# Фор Бриџес (Охајо)
Фор Бриџес (енгл. Four Bridges) насељено је место без административног статуса у америчкој савезној држави Охајо.

## Демографија
По попису из 2010. године број становника је 2.919.
| Група             | 2000.    | 2010.         |
| Белци             | 0 (0,0%) | 2.545 (87,2%) |
| Афроамериканци    | 0 (0,0%) | 149 (5,1%)    |
| Азијати           | 0 (0,0%) | 132 (4,5%)    |
| Хиспаноамериканци | 0 (0,0%) | 49 (1,7%)     |
| Укупно            | 0        | 2.919         |